# Lynden Gooch
Lynden Jack Gooch (Santa Cruz, Kalifornia, Amerikai Egyesült Államok, 1995. december 24. –) amerikai válogatott labdarúgó, aki jelenleg a Stoke Cityben játszik, középpályásként.

## Pályafutása

### Klubcsapatokban

#### Sunderland
Gooch Santa Cruzban, Kaliforniában született, brit apa és ír anya gyermekeként. A Santa Cruz Breakers akadémiáján kezdett el futballozni. Már fiatalon felhívta magára több európai klub figyelmét, majd 2012-ben csatlakozott a Sunderland ifiakadémiájára került. 2015 februárjában kölcsönben az ötödosztályú Gatesheadhez került. Hét meccsen lépett pályára a csapatban. Egyetlen gólját a Wrexham ellen szerezte.
A Sunderland első csapatában 2015. augusztus 26-án, egy Exeter City elleni Ligakupa-meccsen mutatkozott be. 2016. január 21-én kölcsönvette a harmadosztályú Doncaster Rovers. Két nappal később, a Fleetwood Town ellen debütált, végigjátszva a találkozót. Február 24-én kölcsönszerződését a szezon végéig meghosszabbították. Március 19-én azonban egy bokasérülés miatt vissza kellett térnie a Sunderlandhez.
2016. április 21-én három évvel meghosszabbította szerződését a Sunderland csapatával, amely 2019-ig kötötte őt a klubhoz. Premier League-debütálására 2016. augusztus 13-án került sor a Manchester City ellen, a szezon első mérkőzésén, amelyen 2–1-es vereséget szenvedtek. A Sunderland Echo energikusnak és bátornak jellemezte játékát. Bár rendszeresen játszott, novemberben bokasérülést szenvedett, amely 2-3 hónapos kihagyást eredményezett. Bár 2017 februárjára újra játékra alkalmas állapotban volt, David Moyes vezetőedző inkább Adnan Januzaj és Fabio Borini szerepeltetését részesítette előnyben a középpályán. A szezon végén a Sunderland kiesett a Premier League-ből. Első gólját 2017. augusztus 22-én szerezte a Carlisle United ellen a Ligakupában, majd egy hónappal később megszerezte első bajnoki gólját is a Cardiff City ellen.
A Sunderland League One-ba való kiesése azt eredményezte, hogy a klub egymás után második szezonban szenvedett kiesést. Augusztus 4-én, az idény első mérkőzésén Gooch hosszabbításban fejelt győztes gólt a Charlton Athletic ellen, ezzel a Black Cats 11 év után először nyert nyitómérkőzést. Bár ez eredetileg az utolsó szezonja lett volna a Sunderlandben, december 31-én három évvel meghosszabbították a szerződését. Gooch szerezte a győztes gólt a 2021-es EFL Trophy döntőjében a Tranmere Rovers ellen. 2022. május 21-én végigjátszotta a League One rájátszás döntőjét a Wycombe Wanderers ellen, ahol csapatával 2–0-ra nyertek, és négy év után feljutottak a másodosztályba.

### Stoke City
2023. szeptember 1-jén két évre szóló szerződést kötött a Stoke Cityvel, meg nem nevezett összegért. A Preston North End elleni 2–0-s vereség alkalmával debütált új csapatában. Első gólját december 17-én szerezte, a West Bromwich Albion elleni 1–1-es döntetlen alkalmával. Második gólját december 26-án lőtte, a Birmingham City elleni 3–1-es győzelem alkalmával. Szezonját idő előtt be kellett fejeznie egy combizomsérülés miatt. Összesen 30 alkalommal lépett pályára a szezonban, a Stoke végül elkerülte a kiesést, és a 17. helyen végzett.

### A válogatottban
Gooch jogosult volt az angol válogatottban szerepelni (angol édesapja révén), az ír válogatottban (ír édesanyja révén), valamint az amerikai válogatottban is (születési jogán).
Miután egyszer pályára lépett az ír U18-as válogatottban, Gooch az Egyesült Államok válogatottja mellett döntött, miután meghívót kapott az Egyesült Államok U20-as csapatába. 2014. november 15-én debütált az amerikai korosztályos válogatottban, amikor csapata 1–0-ra legyőzte Írország U21-es csapatát. Gooch tagja volt annak az U20-as amerikai válogatottnak, amelyik részt vett a 2015-ös U20-as CONCACAF-bajnokságon.
2016. október 2-án bekerült a felnőtt válogatott keretébe, Kuba és Új-Zéland ellen. Kilenc nappal később debütált Új-Zéland ellen a washingtoni RFK Stadionban rendezett mérkőzésen. A találkozó 1–1-es döntetlennel zárult, Gooch pedig Kellyn Acosta helyére állt be az utolsó 31 percre.

## Magánélete
Testvére, Anthony, a San Diego State Aztecs férfi labdarúgócsapatában játszott egyetemi szinten. Goochnak van egy másik testvére is, Darshan, aki profi szörfös.

## Statisztika

### Klubcsapatokban
2025. január 11-i állapot szerint.
| Klub                          | Szezon           | Bajnokság          | Bajnokság | Bajnokság | Kupa  | Kupa  | Ligakupa | Ligakupa | Egyéb | Egyéb | Összes | Összes |
| Klub                          | Szezon           | Liga               | Mérk.     | Gólok     | Mérk. | Gólok | Mérk.    | Gólok    | Mérk. | Gólok | Mérk.  | Gólok  |
| ----------------------------- | ---------------- | ------------------ | --------- | --------- | ----- | ----- | -------- | -------- | ----- | ----- | ------ | ------ |
| Sunderland                    | 2014–15          | Premier League     | 0         | 0         | 0     | 0     | 0        | 0        | —     | —     | 0      | 0      |
| Sunderland                    | 2015–16          | Premier League     | 0         | 0         | 0     | 0     | 1        | 0        | —     | —     | 1      | 0      |
| Sunderland                    | 2016–17          | Premier League     | 11        | 0         | 0     | 0     | 3        | 0        | —     | —     | 14     | 0      |
| Sunderland                    | 2017–18          | Championship       | 24        | 1         | 0     | 0     | 3        | 1        | —     | —     | 27     | 2      |
| Sunderland                    | 2018–19          | League One         | 39        | 5         | 2     | 1     | 1        | 0        | 5     | 1     | 47     | 7      |
| Sunderland                    | 2019–20          | League One         | 30        | 10        | 0     | 0     | 2        | 0        | 1     | 0     | 33     | 10     |
| Sunderland                    | 2020–21          | League One         | 38        | 4         | 0     | 0     | 1        | 0        | 7     | 1     | 46     | 5      |
| Sunderland                    | 2021–22          | League One         | 38        | 0         | 1     | 0     | 2        | 0        | 4     | 0     | 45     | 0      |
| Sunderland                    | 2022–23          | Championship       | 30        | 1         | 0     | 0     | 0        | 0        | 1     | 0     | 31     | 1      |
| Sunderland                    | 2023–24          | Championship       | 2         | 0         | 0     | 0     | 0        | 0        | —     | —     | 2      | 0      |
| Sunderland                    | Összesen         | Összesen           | 212       | 21        | 3     | 1     | 13       | 1        | 18    | 2     | 246    | 25     |
| Gateshead (kölcsönben)        | 2014–15          | Conference Premier | 7         | 1         | 0     | 0     | —        | —        | —     | —     | 7      | 1      |
| Doncaster Rovers (kölcsönben) | 2015–16          | League One         | 10        | 0         | 0     | 0     | 0        | 0        | 0     | 0     | 10     | 0      |
| Sunderland U21                | 2017–18          | —                  | —         | —         | —     | —     | —        | —        | 1     | 0     | 1      | 0      |
| Stoke City                    | 2023–24          | Championship       | 29        | 2         | 0     | 0     | 1        | 0        | —     | —     | 30     | 2      |
| Stoke City                    | 2024–25          | Championship       | 12        | 0         | 1     | 0     | 2        | 0        | —     | —     | 15     | 0      |
| Stoke City                    | Összesen         | Összesen           | 41        | 2         | 1     | 0     | 3        | 0        | —     | —     | 45     | 2      |
| Karrier összesen              | Karrier összesen | Karrier összesen   | 270       | 24        | 4     | 1     | 16       | 1        | 19    | 2     | 309    | 28     |

Jegyzetek
1. ↑  Magában foglalja az Angol kupában való pályára lépéseit.
2. ↑  Magában foglalja az Angol ligakupában való pályára lépéseit.
3. ↑  Mérkőzése(i) az EFL Trophy-ban: (három mérkőzés; egy gól) és a League One rájátszásban (két mérkőzés)
4. 1 2  Mérkőzése(i) az EFL Trophy-ban
5. ↑  Mérkőzése(i) az EFL Trophy-ban: (öt mérkőzés; egy gól) és a League One rájátszásban (két mérkőzés)
6. ↑  Mérkőzése(i) az EFL Trophy-ban: (egy mérkőzés) és a League One rájátszásban (három mérkőzés)
7. ↑  Mérkőzése(i) a Championship rájátszásban

### A válogatottban
2025. január 11-i állapot szerint.
| USA      | USA   | USA   |
| Év       | Mérk. | Gólok |
| -------- | ----- | ----- |
| 2016     | 2     | 0     |
| 2017     | 1     | 0     |
| 2018     | 1     | 0     |
| Összesen | 4     | 0     |

### Mérkőzései az amerikai válogatottban
2025. január 11-i állapot szerint.
 megjegyzés Az eredmények az amerikai válogatott szemszögéből értendők.
| #  | Dátum              | Ellenfél   | Eredmény | Kiírás              | Esemény |
| -- | ------------------ | ---------- | -------- | ------------------- | ------- |
| 1. | 2016. október 11.  | Új-Zéland  | 1 – 1    | Barátságos mérkőzés | 59'     |
| 2. | 2016. november 15. | Costa Rica | 0 – 4    | Vb-selejtező        | 70'     |
| 3. | 2017. november 14. | Portugália | 1 – 1    | Barátságos mérkőzés | 59'     |
| 4. | 2018. május 28.    | Bolívia    | 3 – 0    | Barátságos mérkőzés | 73'     |

## Sikerei, díjai
Sunderland
- EFL Trophy-győztes: 2020–21;[39] második helyezett: 2018–19[40]
- EFL League One rájátszás-győztes: 2021–22[21]

## Fordítás
- Ez a szócikk részben vagy egészben  a   Lynden Gooch című angol Wikipédia-szócikk ezen változatának fordításán alapul.  Az eredeti cikk szerkesztőit annak laptörténete sorolja fel. Ez a jelzés csupán a megfogalmazás eredetét és a szerzői jogokat jelzi, nem szolgál a cikkben szereplő információk forrásmegjelöléseként.

## További információ(k)

#### Közösségi platformok
- Lynden Gooch az Instagramon
- Lynden Gooch a Twitteren

#### Egyéb weboldalak
- Lynden Gooch adatlapja a Transfermarkt oldalán (angolul)
- Lynden Gooch adatlapja a Soccerway oldalon (angolul)
- Lynden Gooch adatlapja a National Football Teams oldalán (angolul)
- Lynden Gooch adatlapja a Stoke City oldalán (angolul)
- Lynden Gooch pályafutásának statisztikái a Soccerbase oldalon (angolul)